# Hrvatska Stranka Prava Bosne i Hercegovine
Die Kroatische Partei des Rechts in Bosnien und Herzegowina (kroatisch: Hrvatska Stranka Prava Bosne i Hercegovine, Abkürzung HSP BiH) ist eine national orientierte Mitte-rechts-Partei der Kroaten in Bosnien und Herzegowina und Schwesterpartei der HSP in Kroatien.
In ihrer Programmatik setzt sich die Partei für die komplette Revision des Dayton-Vertrages ein und fordert eine dezentralisierte Gliederung des Staates Bosnien und Herzegowina in autonome Regionen.